# Liste der Gerichtsbezirke in der autonomen Gemeinschaft Madrid
Dies sind die Gerichtsbezirke in der autonomen Gemeinschaft Madrid, Spanien.

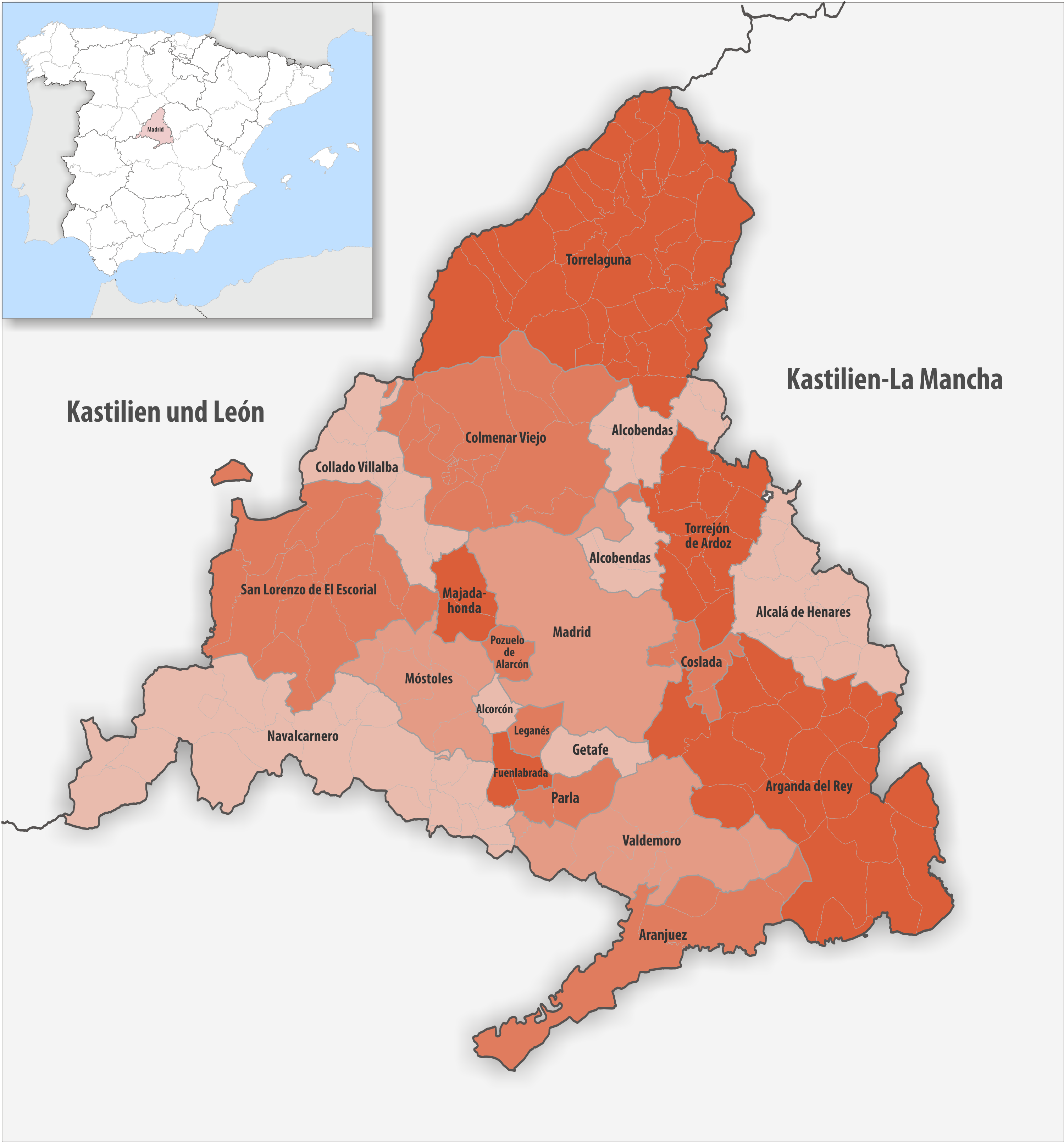
Gerichtsbezirke in der autonomen Gemeinschaft Madrid

| Gerichtsbezirk             | Gemeinden | Einwohner (2024) | Fläche km² | Dichte Einw./km² | Hauptquartier              |
| -------------------------- | --------- | ---------------- | ---------- | ---------------- | -------------------------- |
| Alcalá de Henares          | 11        | 251.873          | 376,81     | 668              | Alcalá de Henares          |
| Alcobendas                 | 7         | 251.775          | 277,51     | 907              | Alcobendas                 |
| Alcorcón                   | 1         | 173.625          | 33,73      | 5.147            | Alcorcón                   |
| Aranjuez                   | 4         | 76.605           | 372,11     | 206              | Aranjuez                   |
| Arganda del Rey            | 22        | 232.391          | 1.046,68   | 222              | Arganda del Rey            |
| Collado Villalba           | 8         | 180.728          | 266,09     | 679              | Collado Villalba           |
| Colmenar Viejo             | 11        | 185.169          | 693,86     | 267              | Colmenar Viejo             |
| Coslada                    | 4         | 158.402          | 83,43      | 1.899            | Coslada                    |
| Fuenlabrada                | 2         | 210.864          | 58,87      | 3.582            | Fuenlabrada                |
| Getafe                     | 1         | 189.906          | 78,38      | 2.423            | Getafe                     |
| Leganés                    | 1         | 194.084          | 43,09      | 4.504            | Leganés                    |
| Madrid                     | 1         | 3.416.771        | 605,77     | 5.640            | Madrid                     |
| Majadahonda                | 2         | 171.945          | 96,78      | 1.777            | Majadahonda                |
| Móstoles                   | 6         | 348.218          | 270,18     | 1.289            | Móstoles                   |
| Navalcarnero               | 22        | 165.268          | 862,81     | 192              | Navalcarnero               |
| Parla                      | 2         | 190.836          | 86,55      | 2.205            | Parla                      |
| Pozuelo de Alarcón         | 1         | 89.378           | 43,20      | 2.069            | Pozuelo de Alarcón         |
| San Lorenzo de El Escorial | 12        | 93.696           | 670,95     | 140              | San Lorenzo de El Escorial |
| Torrejón de Ardoz          | 11        | 232.777          | 355,62     | 655              | Torrejón de Ardoz          |
| Torrelaguna                | 42        | 33.454           | 1.255,55   | 27               | Torrelaguna                |
| Valdemoro                  | 8         | 153.950          | 449,03     | 343              | Valdemoro                  |
| Provinz Madrid             | 179       | 7.001.715        | 8.027,00   | 872              | Madrid                     |